# Листуватість
Листуватість (рос. листоватость, англ. foliation, fossility, lamination; нім. Foliation f) – розшарованість текстури гірських порід, яка виникає під час метаморфізму. Листуватість характерна для кристалічних сланців.